# Meleonoma
Meleonoma é um gênero de traça pertencente à família Cosmopterigidae.